# Chirurdzy (seria 20)
Dwudziesty sezon amerykańskiego telewizyjnego dramatu medycznego Grey’s Anatomy: Chirurdzy został zamówiony 24 marca 2023 przez ABC. Premiera odbyła się 14 marca 2024. Sezon wyprodukowany przez ABC Signature we współpracy z Shondaland oraz Entertainment One Television. 

## Odcinki
| Nr ogółem | Nr w sezonie | Tytuł                  | Polski tytuł                     | Reżyseria            | Scenariusz                  | Premiera (ABC)   | Premiera w Polsce (FX) | Kod  |
| --- | ------------ | ---------------------- | -------------------------------- | -------------------- | --------------------------- | ---------------- | ---------------------- | ---- |
| 421 | 1            | We’ve Only Just Begun  | To był ledwo początek            | Kevin McKidd         | Meg Marinis                 | 14 marca 2024    | 8 maja 2024            | 2001 |
| Wraz z rozwojem następstw dramatycznych wydarzeń z poprzedniego sezonu, rozprzestrzenia się chaos. Nick daje reprymendę stażystom za ich postępowanie. Pośród tego wszystkiego Meredith i Bailey łączą siły, aby przeprowadzić Lucasa i Simone przez sytuację zagrażającą życiu, związaną z samochodem autonomicznym, podczas gdy oni próbują ratować pacjenta, uwięzieni w karetce. Meredith zostaje wplątana w wir szpitalnej polityki i spotyka się z ostrymi reakcjami na jej teorie na temat choroby Alzheimera. Catherine grozi, że ją zwolni, jeśli Meredith nie wycofa swoich roszczeń. Jednak ona w tajemnicy instruuje Amelię, aby kontynuowała badania, po czym razem z Nickiem wyjeżdżają do Bostonu. Winston ratuje życie Teddy na sali operacyjnej, a Link i Jo stają w obliczu poczucia winy po śmierci Sama Suttona. Ostatecznie to Bailey przejmuje posadę szefowej programu rezydentów, której zadaniem jest zdyscyplinowanie stażystów. |              |                        |                                  |                      |                             |                  |                        |      |
| 422 | 2            | Keep the Family Close  | Rodziny trzymaj się blisko       | Allison Liddi-Brown  | Briana BelserJess Righthand | 21 marca 2024    | 15 maja 2024           | 2002 |
| Po przejęciu kontroli nad stażystami, dr Bailey podkreśla znaczenie dyscypliny i profesjonalizmu. Powoduje to konflikt z dr Ndugu dotyczący protokołów chirurgicznych, co prowadzi do napięć na sali operacyjnej. Tymczasem Teddy wraca do zdrowia i zmaga się z poczuciem winy po wykorzystywaniu Yasudy do sprawdzania stanu swoich pacjentów, co budzi obawy Owena. Podczas rodzinnego meczu softballu dochodzi do kryzysu zdrowotnego, a Amelia odkrywa, że u ciężarnej pacjentki doszło do urazu kręgosłupa. Lekarze przeprowadzają skomplikowaną operację, aby uratować zarówno matkę, jak i dziecko, co ostatecznie kończy się sukcesem. Link i Jo wspominają swoją długą historię, a Jo odkrywa, że Amelia wie, że oboje się spotykają. Pod koniec dnia Amelia wyznaje Winstonowi, że czuje się samotna i zaprasza go na koleżeńską kolację. Simone ma trudności z postawieniem diagnozy u pacjenta, co zmusza ją do refleksji nad swoimi wyborami i priorytetami zawodowymi. Jej związek z Lucasem rozpada się, gdy stają twarzą w twarz z trudną prawdą i oboje oddalają się od siebie. |              |                        |                                  |                      |                             |                  |                        |      |
| 423 | 3            | Walk on the Ocean      | Spacer brzegiem oceanu           | Debbie Allen         | Mark DriscollBeto Skubs     | 28 marca 2024    | 22 maja 2024           | 2003 |
| Meredith i Amelia mają trudności z zebraniem odpowiednich funduszy na swoje badania ze względu na powiązania z Fundacją Fox. Podczas fizjoterapii Meredith wyjawia Teddy swoje zmagania. Teddy oferuje poufne finansowanie ich badań z budżetu szpitala, aby Fundacja Fox się o tym nie dowiedziała. Osobiste problemy między pracownikami przekładają się na sytuacje zawodowe: Lucas jest zdenerwowany swoim niedawnym rozstaniem; Amelia i nowa chirurg dziecięca, dr Monica Beltran, nie zgadzają się co do sposobu leczenia pacjentki, dopóki Amelia nie znajdzie bezpieczniejszego planu; Levi spotyka swojego byłego, Nico, który planuje mieć dziecko ze swoim obecnym partnerem. Nieprofesjonalne zachowanie Lucasa powoduje tarcia, co prowadzi Mikę do zakończenia ich przyjaźni. Spotkanie z Nico skłania Levi’a do ubiegania się o wniosek stypendialny na Chirurgii Dziecięcej. Winston zaczyna wątpić w przyszłość swojego związku po tym, jak Maggie wielokrotnie odwołuje plany jego wizyty w Chicago, co skłania go do zdjęcia swojej obrączki. |              |                        |                                  |                      |                             |                  |                        |      |
| 424 | 4            | Baby Can I Hold You    | Czy mogę Cię przytulić, skarbie? | Morenike Joela Evans | Jase Miles-Perez            | 4 kwietnia 2024  | 29 maja 2024           | 2004 |
| Arizona Robbins wraca do Grey-Sloan Memorial, aby współpracować z Mirandą Bailey i Jo Wilson. Skupiają się na ciężarnej pacjentce, Vidzie, której nienarodzone dziecko ma wadę mózgu. Zespół planuje przełomową operację w łonie matki, aby rozwiązać ten problem. Sprawy się jednak komplikują, gdy Vida waha się, bojąc się o bezpieczeństwo swojego dziecka. Bailey nie zdaje sobie sprawy z eksperymentalnego charakteru operacji i odrzuca plan Robbins. Arizona nie ustaje, gdy ojciec dziecka błaga o pomoc. Ostatecznie włącza Vidę w decyzyjność, a ona wyraża zgodę na operację. Jules Millin, której brat – influencer ds. dobrego samopoczucia – zostaje błędnie wzięty za lekarza, z pomocą Owena stawia czoło medycznemu wyzwaniu. Próbując wrócić do operowania, Teddy Altman boryka się z przeszkodami. Udowadnia swoje umiejętności podczas regorystycznych ćwiczeń pod okiem Webbera i ostatecznie zyskuje zgodę na powrót do pracy. Bailey rozmawia ze stażystami o ich błędach z przeszłości, aby zaszczepić im nowe zasady pracy zespołowej i odpowiedzialności, stwierdzając, że żadne z nich nie ma wstępu na salę operacyjną, dopóki nie udowodnią jej, że są tego warci. Stażyści zostają przesłuchani przez prawników w sprawie swoich wybryków. Simone mówi im, że nie podjęłaby próby ratowania Sama Suttona, gdyby nie Lucas, czym zraża chłopaka. |              |                        |                                  |                      |                             |                  |                        |      |
| 425 | 5            | Never Felt So Alone    | Samotny jak nigdy                | Debbie Allen         | Tameson DuffyKingsley Ume   | 11 kwietnia 2024 | 5 czerwca 2024         | 2005 |
| Na imprezie białego fartucha zerwanie się balkonu powoduje obrażenia kilku studentów medycyny. Bailey odpowiada za działania szpitala, a stażyści śpieszą z pomocą. Tymczasem Simone i Blue szukają zaginionego studenta, Eddiego, i znajdują go na parapecie dachu, rozważającego samobójstwo. Obojgu udaje się nawiązać z nim kontakt i przekonać go, aby cofnął się od krawędzi. Po tym stresującym doświadczeniu Simone prosi Lucasa, aby położył się obok niej w dyżurce, aby załagodzić napięcie. Meredith staje w obliczu trudnej sytuacji rodzinnej, gdy jej syn, Bailey, trafia do szpitala bez jej zgody. Początkowo chłodno traktuje Nicka, ale później wyjaśnia, że jest jedyną osobą, jaka została dzieciom po śmierci Dereka. Nick przypomina jej, że jest przy niej i że ma cały system wsparcia. Jo z Linkiem przeżywają strach przed ciążą, co skłania ich do refleksji nad swoją przyszłością i dynamiką ich mieszanej rodziny. Pomimo początkowego napięcia, zapewniają się o wzajemnym zaangażowaniu. Yasuda kwestionuje starania Helm jako swojej dziewczyny po tym, jak Taryn staje jej na drodze do zostania lepszym chirurgiem i uniemożliwia jej dołączenie na salę operacyjną. |              |                        |                                  |                      |                             |                  |                        |      |
| 426 | 6            | The Marathon Continues | Maratonu ciąg dalszy             | Amyn Kaderali        | Sandra Hamada               | 2 maja 2024      | 12 czerwca 2024        | 2006 |
| Mika i Teddy przyjmują pacjenta z pobliskiego zakładu karnego, Daniela Jiméneza. Wynik biopsji ujawnia nieoperacyjnego raka, co oznacza, że mogą jedynie przepisać mu leki przeciwbólowe. Mika nie może w to uwierzyć i chce działać, gdy Daniel zostaje z powrotem przeniesiony do zakładu. Catherine sprzeciwia się planowi leczenia Misty Valentine opracowanemu przez Linka i Monicę. Przypomina im, że rodzice dziewczyny są głównymi darczyńcami i namawia ich, aby bardziej się przyłożyli. Na Intensywnej Terapii Dorian Cardenas przeżywa koszmar i odmawia kolejnych badań, chcąc wrócić do domu. Richard okazuje mu zrozumienie i zaleca wszystkim cierpliwość. Levi ma nadzieję, że Monica szepnie o nim dobre słowo, aby mógł otrzymać stypendium. Odpowiedzią na pytanie, dlaczego wybrał Pediatrię, zmusza Monicę do nie wystawienia mu rekomendacji. Bailey stara się włączyć idee wellness do programu rezydentury i nie pochwala braku wdzięczności ze strony stażystów. Amelia prawi Linkowi morały, gdy odkrywa, że kupił Scoutowi własny tablet, a Lucas znajduje Bensona wprowadzającego się do jego dawnego pokoju w domu Meredith. |              |                        |                                  |                      |                             |                  |                        |      |
| 427 | 7            | She Used to Be Mine    | Kiedyś była moja                 | Debbie Allen         | Scott D. BrownJamie Denbo   | 9 maja 2024      | 19 czerwca 2024        | 2007 |
| Simone z rodziną pomaga swojej babci, Joyce Ward, przeprowadzić się do domu opieki. Miles Ferguson zranił się w nadgarstek podczas przenoszenia mebli, a jego żona, Lauren, jest w 39. tygodniu ciąży i doświadcza skurczów Braxtona-Hicksa. Simone z przerażeniem znajduje ją na stole operacyjnym, gdy Lauren ma pilne cesarskie cięcie i masywny krwotok. Zaskakująco skomplikowany przypadek budzi w Simone bolesne wspomnienia. Jules i Blue zakładają się o wysoką stawkę o to, kto pierwszy uzupełni dziennik zabiegów. Na izbę przyjęć trafiają Gillian Mendelson i Cassandra Lewis, które uległy wypadkowi podczas schadzki w samochodzie. Sprawy się komplikują, gdy Gillian zauważa w szpitalu swojego męża, Aarona, i romans pacjentek zostaje ujawniony. Bailey przypomina stażystom o zbliżającym się państwowym egzaminie specjalizacyjnym, który ma odbyć się za tydzień. Dorian Cardenas dobrze teleruje płynną dietę po perforacji wrzodu i nie skarży się na ból, co pozwala mu opuścić Oddział Intensywnej Terapii. Richard nabiera podejrzeń, że Winston go unika, podczas gdy Owen zachowuje wobec Teddy dystans w obawie, że może ją stracić. |              |                        |                                  |                      |                             |                  |                        |      |
| 428 | 8            | Blood, Sweat and Tears | Krew, pot i łzy                  | Chandra Wilson       | Megan Chan Meinero          | 16 maja 2024     | 26 czerwca 2024        | 2008 |
| W dzień wolny od pracy Owen i Teddy wybierają się na wędrówkę po lesie. Gdy wygląda na to, że się zgubili, natrafiają na ranną osobę. Nastoletnia Rosie Scott wpadła do jaskini i doznała kontuzji kostki. Gdy Teddy wraca na ścieżkę, aby uzyskać zasięg i wezwać pomoc, ojciec Rosie, Joseph, chcąc zejść do córki, również wpada do jaskini i ciężko kaleczy sobie nogę. Monica prosi Amelię o pomoc przy operacji młodej pacjentki, Caroline, u której wykryto nerwiakowłókniak. Caroline waha się, czy pozwolić Amelii operować, ale po rozmowie o swoich obawach zgadza się. Stażyści uzupełniają swoje dzienniki zabiegów, co pozwala im wrócić na salę operacyjną. Bailey ostrzega ich jednak, aby uczyli się do jutrzejszego egzaminu. Tymczasem Dorian Cardenas zostaje przeniesiony z powrotem na OIOM z powodu nawracającej posocznicy i przetoki jelitowo-skórnej. Chłopak dobrze zareagował na antybiotyki i ma zaplanowaną laparotomię i usunięcie przetoki. Sprawy się jednak komplikują, gdy otwierają go na stole. Blue rozrywa czerwoną skarpetkę, która przynosi mu szczęście, gdy wyciąga ją z tyłu szuflady, a Link pomaga mu ją zreperować. Mika i Jules wspólnie powtarzają materiał w podziemiach szpitala, gdzie niemalże dochodzi do pocałunku między nimi. Nad ranem stażyści podchodzą do państwowego egzaminu specjalizacyjnego. |              |                        |                                  |                      |                             |                  |                        |      |
| 429 | 9            | I Carry Your Heart     | Noszę Twoje serce                | Kevin McKidd         | Michelle Lirtzman           | 23 maja 2024     | 3 lipca 2024           | 2009 |
| Zszokowana obecnością Catherine w swoim laboratorium, Amelia dzwoni do Meredith, aby przekazać jej, że mają problem. Gdy uświadamia sobie swoją sytuację, Teddy zachęca ją i Meredith do przyspieszenia badań nad chorobą Alzheimera w obawie, że Catherine się o nich dowie. Tymczasem Maggie Pierce wraca do Grey-Sloan, aby przekazać złe wieści pacjentowi, którego leczyła od dłuższego czasu. Brady musi ponownie trafić na listę oczekujących na przeszczep. Maggie wybiera do zespołu Lucasa, który również dostaje złe wieści; rodzina Sama Suttona zdecydowała się pozwać szpital, a Komisja Akredytacyjna zaleca, aby Lucas powtórzył swój rok stażu. Winston, Simone i Monica informują swojego pacjenta, Masona Petersona, że znaleźli dla niego serce i płuca. Winston wpada na pewien pomysł; po wykonaniu odpowiednich badań, Brady okazuje się odpowiednim kandydatem, aby otrzymać serce Masona. Obydwa zabiegi przebiegają pomyślnie. Mika trafia w sam środek konfliktu między Linkiem i Jo, a decyzje Meredith prowadzą do spięcia między nią a Nickiem. Maggie chwali pracę Lucasa i oferuje mu specjalistyczne stanowisko w Chicago. Winston stawia czoło przykrej prawdzie, gdy wręcza Maggie podpisane dokumenty rozwodowe. Meredith odbiera telefon od Teddy, która mówi jej, że Catherine właśnie ją zwolniła. |              |                        |                                  |                      |                             |                  |                        |      |
| 430 | 10           | Burn It Down           | Do gołej ziemi                   | Debbie Allen         | Julie Wong                  | 30 maja 2024     | 10 lipca 2024          | 2010 |
| Meredith ma nadzieję, że wnioski z projektu badawczego dotyczącego choroby Alzheimera uda się wykorzystać, aby przekonać Catherine, aby pozwoliła im kontynuować badania, ale zamiast tego Catherine stawia ultimatum: Meredith i Amelia przekażą całą swoją pracę Tomowi Koracickowi i przestaną się angażować, dzięki czemu razem z Teddy mogą zachować pracę w Fundacji i szpitalu. Pomimo zwolnienia Teddy wraca do Grey-Sloan, aby asystować przy operacji strażaka z Jednostki 19., Theo Ruiza, a Owen wspiera ją w przeciwstawieniu się władzy Catherine. Bailey martwi się o swojego męża, strażaka, Bena Warrena. Jo odkrywa, że jest w ciąży, co komplikuje jej związek z Linkiem. Kwan jest wstrząśnięty sytuacją pacjentki z astmą, która straciła pamięć po dawnym wypadku samochodowym; niechętnie wyjawia Lucasowi, że kobieta jest jego byłą narzeczoną. Richard instruuje Yasudę i Millin podczas zabiegu, ale nie zauważa problemu, który skutkuje powikłaniami prowadzącymi do śmierci pacjenta, co zmusza go do zaakceptowania, że może nadszedł czas, aby w końcu wycofać się z operowania. W odpowiedzi na ultimatum Catherine Meredith rezygnuje z pracy w Fundacji Fox i zamiast tego publikuje wyniki badań w Internecie, ceniąc ich potencjał w ratowaniu życia ponad politykę szpitala, po czym opuszcza Grey-Sloan, omawiając z Nickiem ich wspólną przyszłość. W odwecie Catherine zwalnia Amelię, Teddy i Owena. Simone martwi się, że Lucas zaakceptuje ofertę Maggie Pierce dotyczącą rozpoczęcia drugiego roku w Heart Center w Chicago i gromadzi wszystkich stażystów, aby wesprzeć Lucasa, gdy Catherine decyduje, czy będzie on zmuszony powtarzać rok stażu ze względu na swój udział w śmierci Sama Suttona. Kiedy Catherine grozi, że zastąpi ich wszystkich, pojawia się Bailey, rzucając wyzwanie Catherine, aby również ją zastąpiła. Odcinek jest drugą częścią trzyodcinkowego crossoveru z serialem: Jednostka 19 (część pierwsza: sezon 7, odcinek 9, część trzecia: sezon 7, odcinek 10). |              |                        |                                  |                      |                             |                  |                        |      |

## Obsada

### Główna
- Ellen Pompeo jako dr Meredith Grey
- Chandra Wilson jako dr Miranda Bailey
- James Pickens, Jr. jako dr Richard Webber
- Kevin McKidd jako dr Owen Hunt
- Caterina Scorsone jako dr Amelia Shepherd
- Camilla Luddington jako dr Jo Wilson
- Kim Raver jako dr Teddy Altman
- Jake Borelli jako dr Levi Schmitt
- Chris Carmack jako dr Atticus „Link” Lincoln
- Anthony Hill jako dr Winston Ndugu
- Alexis Floyd jako dr Simone Griffith
- Harry Shum Jr. jako dr Benson „Blue” Kwan
- Adelaide Kane jako dr Jules Millin
- Midori Francis jako dr Mika Yasuda
- Niko Terho jako dr Lucas Adams

### Drugoplanowe postacie
- Debbie Allen jako dr Catherine Fox
- Scott Speedman jako dr Nick Marsh
- Jaicy Elliot jako dr Taryn Helm
- Jason George jako dr Ben Warren
- Freddy Miyares jako Dorian Cardenas
- Jacqueline Obradors jako Valeria Cardenas
- Natalie Morales jako dr Monica Beltran

### Gościnne występy
- Juliet Mills jako Maxine Anderson
- Bianca Comparato jako Maria-Flor Vasconcellos
- Merrick McCartha jako Karl
- Alex Landi jako dr Nico Kim
- Jessica Capshaw jako dr Arizona Robbins
- Raymond Cruz jako Daniel Jiménez
- Stefania Spampinato jako dr Carina DeLuca
- Marla Gibbs jako Joyce Ward
- Jonathan Adams jako Dewayne Griffith
- Cloteal L. Horne jako Ebony Griffith
- Kelly McCreary jako dr Maggie Pierce
- Aniela Gumbs jako Zola Grey Shepherd
- Carlos Miranda jako porucznik Theo Ruiz